# Cristóbal (Spagna)
Cristóbal è un comune spagnolo di 246 abitanti situato nella comunità autonoma di Castiglia e León.